# Auriac-du-Périgord
 Auriac-du-Périgord  (en occitano Auriac de Perigòrd) es una población y comuna francesa, situada en la región de Aquitania, departamento de Dordoña, en el distrito de Sarlat-la-Canéda y cantón de Montignac.
Se halla en la región histórica de Perigòrd.

## Demografía
| 356 | 338 | 316 | 333 | 377 | 398 |
| Para los censos de 1962 a 1999 la población legal corresponde a la población sin duplicidades (Fuente: INSEE [Consultar]) |     |     |     |     |     |